# Катастрофа Ан-26 под Воронежем
Катастрофа Ан-26 под Воронежем — авиационная катастрофа, произошедшая 24 февраля 2022 года в селе Урыв-Покровка под Воронежем. Самолёт Ан-26 ВКС России, совершавший плановый полет по перевозке военного имущества, разрушился в воздухе. Обломки упали между сёл Девица и Урыв-Покровка, примерно в 130 километрах от границы с Украиной. Крушение произошло в первый день полномасштабного военного вторжения РФ в Украину.

## Катастрофа
Первыми падение увидели жители села Троицкое. В результате происшествия все члены экипажа погибли. Пресс-служба Министерства обороны сообщила, что предварительной причиной катастрофы является отказ техники. На земле разрушений нет.

## Расследование
После крушения в Урыв-Покровку прибыла группа следователей. На месте крушения следов возгорания не обнаружено. Обломки самолёта разлетелись по большой площади. Следователями была обнаружена хорошо сохранившаяся хвостовая часть, упавшая в 30 метрах от жилых домов. Позже были найдены элементы снаряжения экипажа.